# Гремячево (Дзержинский)
Гремя́чево — одна из четырёх деревень, принадлежавших Николо-Угрешскому монастырю, образовавших впоследствии посёлок, а затем и город Дзержинский в Московской области. Сейчас — район Томилинской улицы.
Деревня упоминается в документах с 1521 года, как выселки Капотневского стана, сожжённые крымскими татарами при походе на Москву. В 1773 году в Гремячево было 50 дворов и проживало 310 человек, обозначена на карте 1769 года. С 1861 года входила в Выхинскую волость Московского уезда Московской губернии, после революции переименованну в Ухтомскую. По «Справочной книжке Московской губернии» 1890 года в деревне было 688 жителей. В деревне действовала трёхклассная школа, которая размещалась в крестьянском доме, в 1911 году построили специальное здание.
В 1930 году в деревне был создан колхоз, который в 1950 году вошёл в объёдиненный колхоз им. Ленина.